# メルダック
メルダック（meldac）は、かつて存在した日本のレコード会社および現存する株式会社徳間ジャパンコミュニケーションズ内の音楽レコードレーベル。
同社が三菱電機の子会社であった1980年代後半から1990年代前半にかけ、THE BLUE HEARTS、J-WALK、THE 虎舞竜、国武万里、
THE ALPHAなどが所属し、ヒット曲を連発したレーベル。
2005年7月21日付で、株式会社トライエム内のメルダックレーベルの企画・制作・製造および販売事業部門が徳間ジャパンコミュニケーションズに営業譲渡された。